# Rue des Consuls

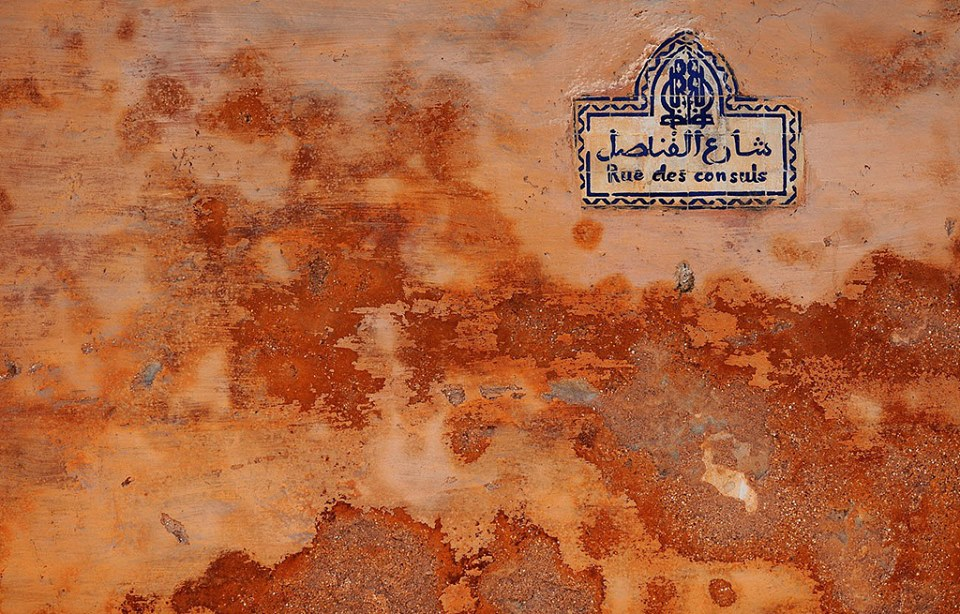
Plaque de la Rue des Consuls

La rue des Consuls à Rabat, capitale du Maroc, est parmi les plus anciennes et les plus célèbres allées de la capitale classée monument historique. Elle tient son nom du fait d'avoir été le lieu résidentiel des ambassadeurs et des consuls pendant la République de Salé puis sous l'Empire Chérifien jusqu'en 1912. Parmi les plus célèbres ambassadeurs qu'elle tint entre ses murs citons Isaac de Razilly.

## Histoire
La rue des Consuls, comme l'indique son nom, abritait jusqu'en 1912 différents ambassadeurs et consuls notamment européens. D'abord venu parlementer pour la libération des prisonniers pendant la République corsaire de Salé. À l’entrée se trouvait le consulat de France où le père Chenier ambassadeur de France vécut de 1768 à 1782. À côté se trouvent les maisons des consuls  de Suède, de Danemark et de Hollande. Le lieu est devenu aujourd'hui un point de repère  pour l'artisanat traditionnel de renommée urbi et orbi attirant maints touristes. Elle regorge de fontaines en zellige et de façades de maisons andalouses. On y trouve de la maroquinerie, le travail de bois, des métaux pour les bijoux, sans oublier le tapis rbati. 